# Cristian Brocchi
Pour les articles homonymes, voir Brocchi.
Cristian Brocchi, né le 30 janvier 1976 à Milan, est un footballeur international italien reconverti entraîneur.
Il a presque toujours été le remplaçant de Gattuso lorsqu'il jouait à Milan. Il a obtenu en 2006 sa première et unique cape internationale lors d'un match amical contre la Turquie.
Le 12 avril 2016, il est nommé entraîneur par intérim du Milan AC à la suite du licenciement de Siniša Mihajlović.

## Palmarès
- Italie
  - Une sélection et zéro but marqué en 2006.

- AC Milan
  - Vainqueur de la Ligue des champions en 2003 et 2007.
  - Vainqueur de la Supercoupe de l'UEFA en 2003 et 2007.
  - Champion d'Italie en 2004.
  - Vainqueur de la Coupe d'Italie en 2003.
  - Vainqueur de la Supercoupe d'Italie en 2004.
  - Vainqueur de la Coupe du monde des clubs en 2007.

- Lazio
  - Vainqueur de la Coupe d'Italie en 2009 et 2013.
  - Vainqueur de la Supercoupe d'Italie en 2009.